# Mangán(II)-karbonát
A mangán(II)-karbonát, képlete MnCO3, a természetben is előforduló (rodokrozit), vízmentesen fehér, mélyhidratált állapotban lila kristályos ionvegyület. Szennyezett mintái barna árnyalatúak. Előállítható mangán-dioxid oxálsavval való redukciójával. 2005-ben 20 000 000 kg-ot állítottak elő.

## Szerkezet és előállítás
A MnCO3 kalcitrácsot vesz fel oktaéderes Mn2+-ionokkal. A mangán(II)-nitrát ammóniával és szén-dioxiddal való kezelése rózsaszín szilárd anyagot ad, mellékterméke ammónium-nitrát.

## Reakciók és használat

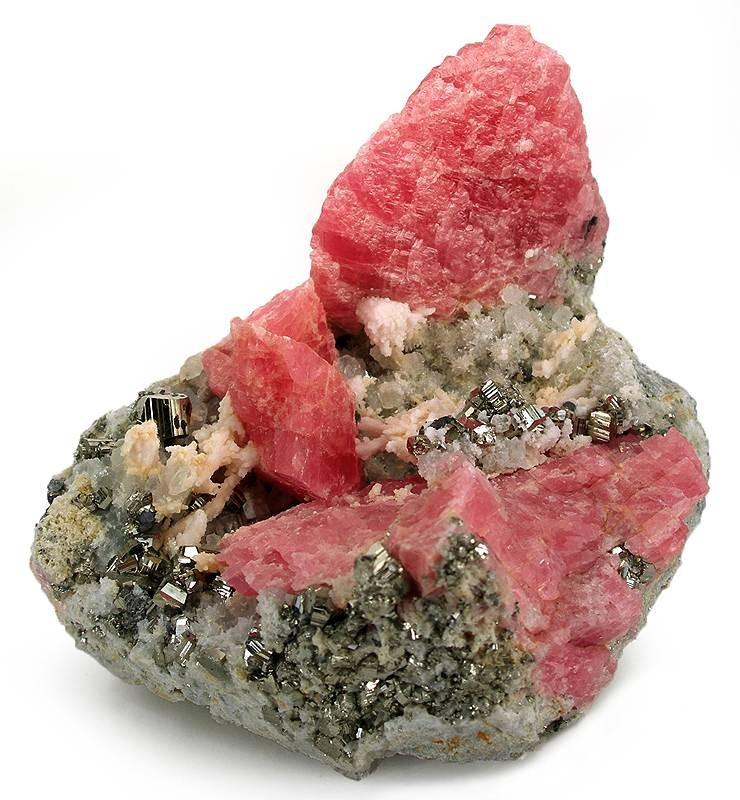
A rózsaszín rodokrozit gyakorlati értékkel rendelkezik, emellett a gyűjtők is kedvelik.

Vízben oldhatatlan, de a legtöbb karbonáthoz hasonlóan savval kezelve vízoldékony sókat ad.
Szén-dioxid-felszabadulással bomlik 473 K-en, MnO1,88-ot adva:
{\displaystyle {\ce {MnCO3 +0{,}44 O2 ->MnO_{1,8}{}+ CO2}}}
E módszert használják mangán-dioxid előállítására, melyet szárazelemekben és ferritekhez is használnak.
Trágyákhoz is gyakran adnak mangán(II)-karbonátot a mangánhiány ellen. Ezenkívül használják egészséges táplálékokban, a kerámiákban mázszínezésre és betonfestésre.
Használják a vérképzés segítésére.

## Toxicitás
A hosszútávú mangánpornak vagy -füstnek való kitettség mangánmérgezést, más néven manganizmust okoz.

## Fordítás
Ez a szócikk részben vagy egészben  a   Manganese(II) carbonate című angol Wikipédia-szócikk ezen változatának fordításán alapul.  Az eredeti cikk szerkesztőit annak laptörténete sorolja fel. Ez a jelzés csupán a megfogalmazás eredetét és a szerzői jogokat jelzi, nem szolgál a cikkben szereplő információk forrásmegjelöléseként.